# Metepeira jamaicensis
Metepeira jamaicensis är en spindelart som beskrevs av Archer 1958. Metepeira jamaicensis ingår i släktet Metepeira och familjen hjulspindlar. Inga underarter finns listade i Catalogue of Life.